# Megan Anderson
Megan Anderson (født 11. februar 1990 i Gold Coast, Queensland i Australien) er en australsk MMA-udøver, der kæmper i Ultimate Fighting Championship og er den tidligere Invicta FC Featherweight-mester.

## Tidlig liv
Anderson blev født og opvokset i Gold Coast, Queensland.  Hun gik på All Saints Anglican School  gennem hele sin opvækst og flyttede til Canberra i begyndelsen af 2008 for at slutte sig til den australske hær efter eksamen fra gymnasiet.   Efter at have tjent to og et halvt år i militæret blev hun udskrevet, da det blev opdaget, at hun havde forsøgt at tage sit eget liv og blev derefter indlagt på hospitalet.   Derefter vendte hun tilbage til Gold Coast og arbejdede som receptionist  mens hun blev involveret i den lokale boksscene. Gennem sine bokseforbindelser blev hun introduceret til MMA og begyndte at træne i 2013. 

## MMA-karriere

### Tidlig karriere
I november 2013 fik Anderson sin professionelle MMA-debut og tabte til Zoie Shreiweis. I løbet af de næste to år opbyggede Anderson sin rekordliste til 4 sejre og 1 nederlag, inden hun skrev kontrakt med Invicta Fighting Championships. 

### Invicta FC
I sin Invicta-debut i september 2015 stod Anderson over for Cindy Dandois på Invicta FC 14: Evinger vs. Kianzad. Hun tabte kampen via submission (triangle choke).  Anderson fortsatte derefter med at vinde tre sejre i organisationen.   
Den 14. januar 2017 kæmpede Anderson mod Charmaine Tweet om Interim Invicta FC Featherweight-mesterskabet.  Hun vandt kampen på TKO i anden runde. Anderson blev senere forfremmet fra Interim til ubestridt Featherweight-mester.
Efter at UFC valgte at underskrive Anderson, var Anderson planlagt til at forsvare sin ubestridte titel mod Helena Kolesnyk på Invicta FC 24 den 15. juli 2017  men kampen fandt aldrig sted, da Anderson senere skrev kontrakt med UFC.

### Ultimate Fighting Championship
Anderson var planlagt til at få sin UFC-debut mod Cris Cyborg på UFC 214 den 29. juli 2017. Anderson trak sig imidlertid ud af kampen den 27. juni og anførte "personlige problemer" som årsagen.  Hun blev erstattet af Tonya Evinger. 
Anderson stod overfor Holly Holm den 9. juni 2018 på UFC 225.  Hun tabte kampen via enstemmig afgørelse. 
Anderson stod over for Cat Zingano den 29. december 2018 på UFC 232.  Hun vandt kampen via teknisk knockout tidligt i første runde efter et spark på Zingano forårsagede en øjenskade, der ikke tillod hende at fortsætte. 
Anderson stod over for UFC-nykommeren Felicia Spencer den 18. maj 2019 på UFC Fight Night 152.  Hun tabte kampen via submission i første runde. 
Anderson stod over for Zarah Fairn Dos Santos den 6. oktober 2019 på UFC 243.  Hun vandt kampen via en submission i 1. runde. 
Anderson stod overfor Norma Dumont Vian den 29. februar 2020 på UFC Fight Night 169.  Hun vandt kampen via knockout i første runde.  Denne sejr gav hende Performance of the Night-bonusprisen. 
Anderson var planlagt til at møde Amanda Nunes den 12. december 2020 om UFC kvinde Featherweight-mesterskab på UFC 256.  Det blev dog meddelt den 9. november, at Nunes trak sig ud på grund af en uoplyst skade, og kampen blev udsat til 2021.  Kampen blev ombooket til den 6. marts 2021 på UFC 259.  Hun tabte kampen via triangle armbar i 1. runde. 

## Mesterskaber og præstationer

### MMA
- Ultimate Fighting Championship
  - Performance of the Night (1 gang) vs. Norma Dumont Viana [28]
  - De fleste kampe i UFC Kvinde Featherweight divison (fem) [33]
  - Fleste sejre i UFC i Kvinde Featherweight divison (tre) [34]
  - Lige (med Cris Cyborg ) for de fleste knockouts i UFC Kvinde Featherweight divison (to)

## Realityshow
| År   | Titel                  | Rolle      | Bemærkninger        | Ref    |
| ---- | ---------------------- | ---------- | ------------------- | ------ |
| 2018 | Helte og superstjerner | Team Green | Heroes of Warland " | [ 35 ] |

### Sociale medier
- Megan Anderson – Instagram